# Flint Hills

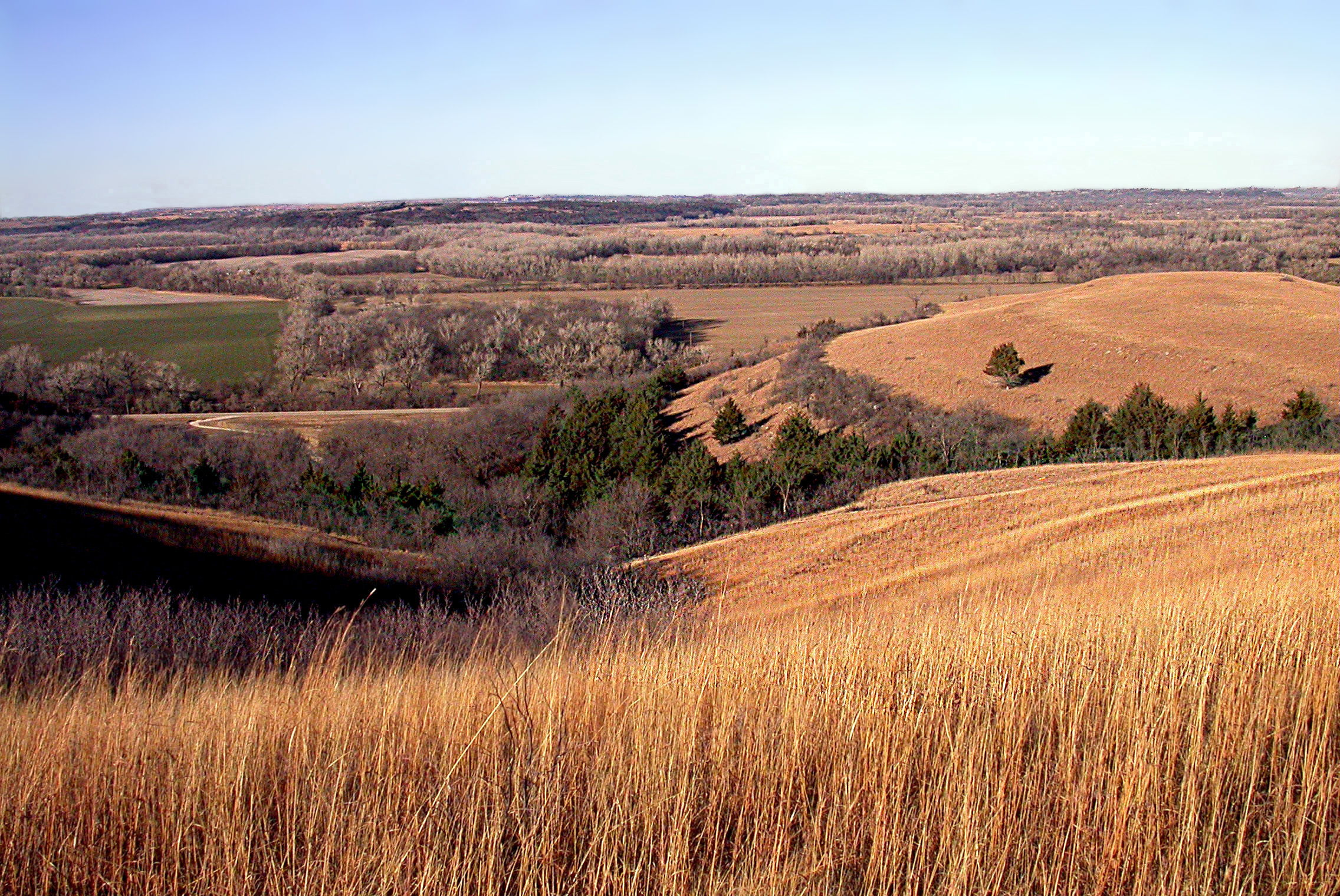

Os Flint Hills, historicamente conhecidos como Bluestem Pastures, são um conjunto de montes no este do Kansas que se estende até ao norte-centro do Oklahoma, desde Marshall County a norte até Chautauqua County e Osage County a sul.